# Rhachithecium welwitschii
Rhachithecium welwitschii là một loài rêu trong họ Rhachitheciaceae. Loài này được (Duby) R.H. Zander mô tả khoa học đầu tiên năm 1993.